# Ramón Martí i Alsina

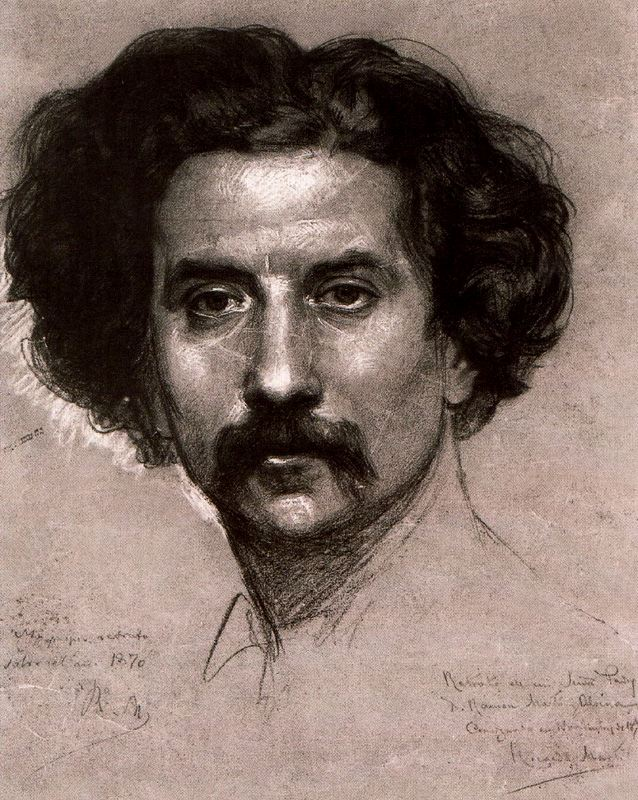
Autorretrato de Ramon Martí i Alsina (1870).

Ramon Martí i Alsina (Barcelona, 10 de agosto de 1826 — Barcelona, 21 de dezembro de 1894) foi um pintor realista catalão. Considerado a figura mais importante do realismo artístico da Espanha, a tal ponto que Martí i Alsina faz parte das últimas tendências europeias e inovador na época.
Martí revolucionou o panorama obsoleto do século XIX, a aristocracia espanhola. Ele foi o verdadeiro criador da escola de paisagem catalã e pioneiro da pintura moderna na Espanha, defendendo, assim, mesmo antes de Carlos de Haes o estudo, a observação e a reprodução natural. Ele também foi mestre de toda uma geração de autores, incluindo nomes de relevo, tais como: Modest Urgell, Gómez Simó, Vayreda Joaquim, Galofre Baldomero, Luis José Pellicer, Armet Lluís e Torrescassana Francesc.

## Obras

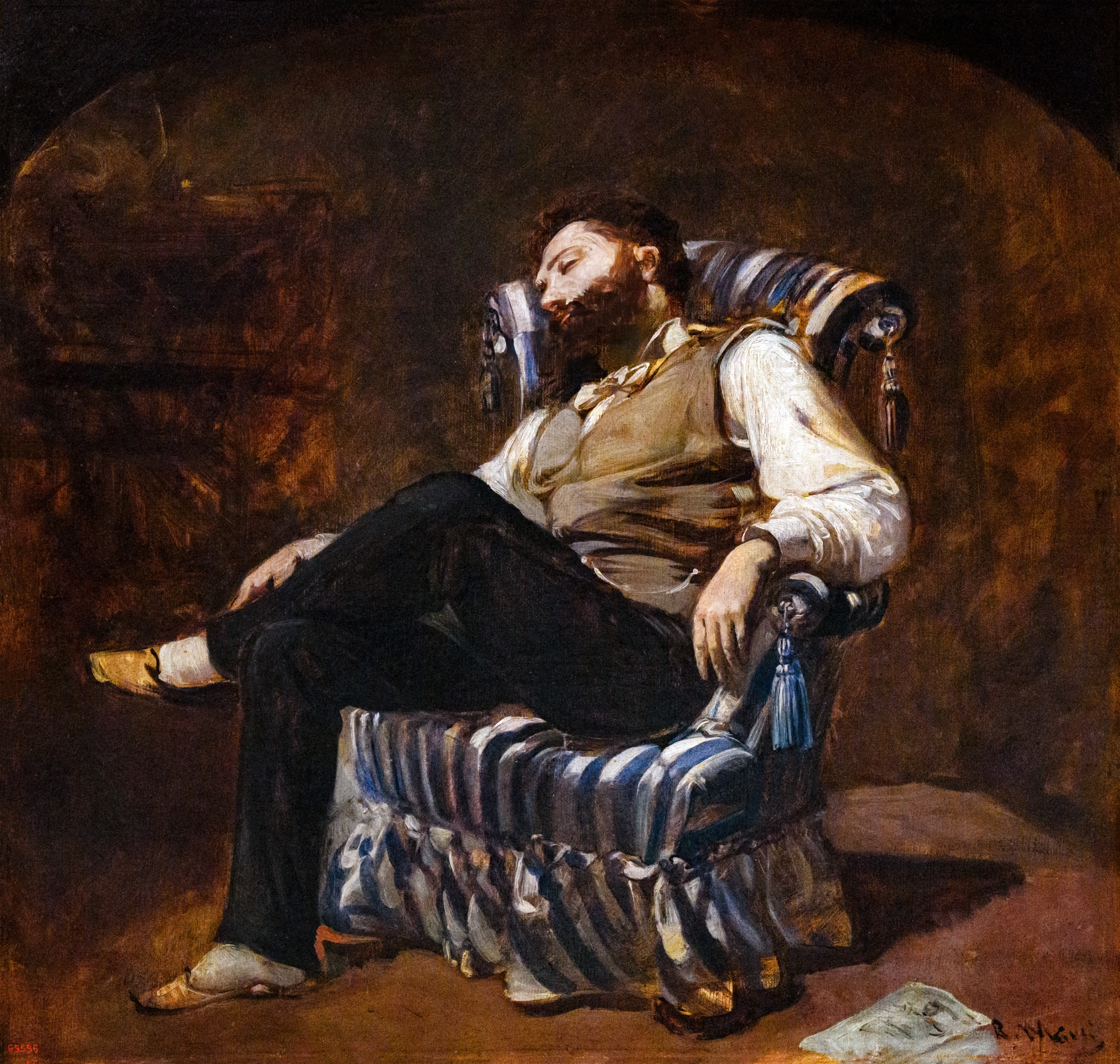
La Migdiata (La siesta) - Museu Nacional d'Art de Catalunya

Suas obras refletem a premissa básica de retratar a realidade completamente realista, sem idealizações ou enfeites desnecessários.

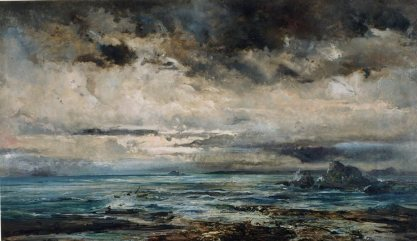
Ramon Martí i Alsina, Mar Tempestuoso, 1875-84

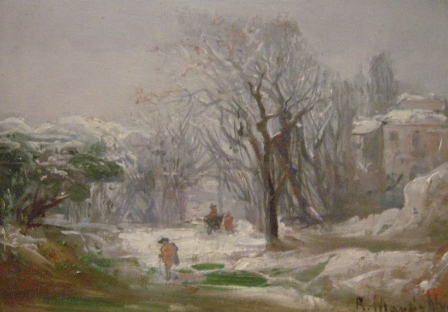
Ramón Martí i Alsina, Paisagem rural com figuras, 1894

Entre os seus temas encontramos paisagens e marinhas, vistas urbanas (principalmente de Barcelona), retratos e figuras humanas (La siesta, 1884), pinturas históricas e cenas bíblicas (David y Abigail e Eliazar y Rebeca, ambos no Museu Nacional de Arte da Catalunha, Barcelona).
Ao longo do tempo, Marti Alsina foi adaptado para as novas correntes do impressionismo, como visto, por exemplo, tendo em La vista del Boulevard Clichy. É por isso que alguns críticos consideram Ramon Martí i Alsina, um artista eclético.